# ガンマ線望遠鏡
ガンマ線望遠鏡（ガンマせんぼうえんきょう）はガンマ線天文学でガンマ線を観測する望遠鏡。

## 概要
ガンマ線天文学でガンマ線バースト等で宇宙空間から飛来するガンマ線を観測するために使用される。
ガンマ線望遠鏡にはテルル化鉛のような化合物半導体を使用したり、シンチレーション検出器を使用する機種がある。シンチレーション式の場合、前面には穴に平行に入射するガンマ線のみを通過するためのコリメータと呼ばれる小さい穴が多数開いた鉛またはタングステン製の板が置かれ、その後ろにシンチレータとしてイオン結晶であるヨウ化ナトリウムの一枚板の結晶があり、その後部には数十本の光電子増倍管が並んでいてシンチレータに到達したガンマ線は光に変換され、さらに光電子増倍管によって電気信号に変換される。光電子増倍管の配列は1次元または2次元に配置され、ガンマ線の空間分布を可視化する。天文衛星や高高度気球に搭載される例が多い。

## 用途
- ガンマ線バースト
- 活動銀河核
- 超新星残骸
- パルサー